# Antonio Marku
Antonio Marku (Scutari, 24 marzo 1992) è un calciatore albanese, difensore del Drenica.

## Carriera

### Club
Il 31 gennaio 2014 viene acquistato dal Vllaznia e firma un contratto triennale con scadenza il 31 dicembre 2017.

## Statistiche

### Presenze e reti nei club
Statistiche aggiornate al 23 maggio 2019.
| Stagione             | Squadra              | Campionato           | Campionato | Campionato | Coppe nazionali | Coppe nazionali | Coppe nazionali | Coppe continentali | Coppe continentali | Coppe continentali | Altre coppe | Altre coppe | Altre coppe | Totale | Totale |
| Stagione             | Squadra              | Comp                 | Pres       | Reti       | Comp            | Pres            | Reti            | Comp               | Pres               | Reti               | Comp        | Pres        | Reti        | Pres   | Reti   |
| -------------------- | -------------------- | -------------------- | ---------- | ---------- | --------------- | --------------- | --------------- | ------------------ | ------------------ | ------------------ | ----------- | ----------- | ----------- | ------ | ------ |
| 2010-2011            | Dinamo Tirana        | KS                   | 1          | 0          | CA              | 0               | 0               | UCL                | -                  | -                  | SA          | -           | -           | 1      | 0      |
| 2011-2012            | Dinamo Tirana        | KS                   | 24         | 1          | CA              | 0               | 0               | -                  | -                  | -                  | -           | -           | -           | 24     | 1      |
| Totale Dinamo Tirana | Totale Dinamo Tirana | Totale Dinamo Tirana | 25         | 1          |                 | 0               | 0               |                    | -                  | -                  |             | -           | -           | 25     | 1      |
| 2012-gen. 2013       | Laçi                 | KS                   | 7          | 0          | CA              | 5               | 0               | -                  | -                  | -                  | -           | -           | -           | 12     | 0      |
| gen.-giu. 2013       | Vllaznia             | KS                   | 9          | 0          | CA              | 0               | 0               | -                  | -                  | -                  | -           | -           | -           | 9      | 0      |
| 2013-gen. 2014       | Kukësi               | KS                   | 1          | 0          | CA              | 2               | 0               | UEL                | -                  | -                  | -           | -           | -           | 3      | 0      |
| gen.-giu. 2014       | Vllaznia             | KS                   | 2          | 0          | CA              | 0               | 0               | -                  | -                  | -                  | -           | -           | -           | 2      | 0      |
| 2014-2015            | Vllaznia             | KS                   | 16         | 1          | CA              | 2               | 0               | -                  | -                  | -                  | -           | -           | -           | 18     | 1      |
| 2015-2016            | Vllaznia             | KS                   | 35         | 1          | CA              | 4               | 1               | -                  | -                  | -                  | -           | -           | -           | 39     | 2      |
| 2016-2017            | Vllaznia             | KS                   | 14         | 1          | CA              | 2               | 0               | -                  | -                  | -                  | -           | -           | -           | 16     | 1      |
| 2017-2018            | Vllaznia             | KS                   | 13         | 0          | CA              | 2               | 0               | -                  | -                  | -                  | -           | -           | -           | 15     | 0      |
| 2018-2019            | Vllaznia             | KP                   | 10         | 0          | CA              | 3               | 1               | -                  | -                  | -                  | -           | -           | -           | 13     | 1      |
| Totale Vllaznia      | Totale Vllaznia      | Totale Vllaznia      | 99         | 3          |                 | 13              | 2               |                    | -                  | -                  |             | -           | -           | 112    | 5      |
| 2019-2020            | Drenica              | SL                   | 0          | 0          | CK              | 0               | 0               | -                  | -                  | -                  | -           | -           | -           | 0      | 0      |
| Totale carriera      | Totale carriera      | Totale carriera      | 132        | 4          |                 | 20              | 2               |                    | -                  | -                  |             | -           | -           | 152    | 6      |